# Baltasar de la Cueva Enríquez
Baltasar de la Cueva Enríquez y Saavedra, conte del Castellar e marchese di Malagón (noto anche come Baltasar de la Cueva Henríquez Arias de Saavedra), (Madrid, 1626 – 2 aprile 1686), fu viceré del Perù dal 15 agosto 1674 al 7 luglio 1678.
Fu il figlio minore del Duca di Alburquerque, e sposò Teresa María de Saavedra.

## Amministrazione
Per il suo arrivo in Perù presso il porto di Callao, l'11 agosto 1674, fu celebrata una corrida. Ci furono anche lotte di tori a Lima il 6 novembre 1674.
Il 15 novembre 1674 fece sapere alla Corte Spagnola che si rendeva necessario ridurre la quantità di ferie nel vicereame, dato che il numero "eccedeva 35 che, insieme alle feste religiose, significava che buona parte dell'anno era festa". Il 14 maggio 1676 la Corte ne approvò la riduzione.
Durante il suo periodo di governo vennero stilare le leggi delle Indie. Il viceré Cueva si diede da fare per proteggere la costa del Pacifico dai pirati inglesi ed olandesi. Nel 1675 inviò Antonio de Vea ad investigare sulle voci secondo le quali gli inglesi si erano stabiliti in Patagonia.

## Ilyas ibn Hanna al-Mawsili
Ilyās ibn al-Qassīs Ḥannā al-Mawṣilī (Elias, figlio di Giovanni di Mosul), cristiano caldeo di discendenza assira, partì da Cadice alla volta del Perù il 13 febbraio 1675. Si trattò quasi sicuramente del primo assiro a visitare il Nuovo Mondo. La sua missione era quella di recuperare sufficienti fondi da permettere il restauro di una chiesa caldea a Baghdad, oltre a cercare di convertire quanta più gente possibile. Ilyas attraversò molti luoghi del vicereame, incontrando anche il viceré a Lima, divenendone amico.

## Rivolta di Pedro Bohórquez (Inca Hualpa)
In questo periodo avvenne una curiosa truffa che causò una rivolta indiana. Iniziò a circolare la notizia di enormi tesori nascosti molte generazioni prima dagli indigeni in grotte e laghi. Un campesino nato a Quito (ma secondo alcune fonti nacque in Spagna) di nome Pedro Bohórquez approfittò di queste voci. Disse di essere Inca Hualpa, discendente di Atahualpa e principe delle Ande. Era in grado di parlare perfettamente la lingua Quichúa, e fu accettato quale principe dalle tribù andine di Tucumán (Argentina). Affermò che i suoi cittadini conoscevano il luogo in cui si trovava il tesoro nascosto, e con questa pretesa fu capace di ospitare il governatore di Río de la Plata, Alonso Mercado y Villacorta.
Inca Hualpa disse al governatore di poter recuperare l'informazione corretta dai pochi che la conoscevano, ma il governatore avrebbe dovuto riconoscerlo come Principe della Terra. Solo questo atto gli avrebbe dato l'autorità di prendere possesso del tesoro nascosto. Il governatore permise agli indigeni di proclamarlo principe, ed egli stesso si mosse col suo entourage per congratularsi con Inca Hualpa. Quest'ultimo organizzò un incontro con il governatore a Tafí, che si svolse in maniera amichevole.
Quando il viceré De la Cueva seppe della truffa ordinò che Bohórquez (Inca Hualpa) fosse arrestato. Bohórquez tornò dai suoi uomini sulle Ande, dove denunciò il "tradimento" degli spagnoli incitando gli indigeni alla rivolta. I Calchaquí presero le armi, ma furono completamente battuti. I sopravvissuti furono distribuiti nelle varie encomienda. Altre tribù associate furono spostate dalle valli sulle montagne e portati in luoghi distanti. I Quilmes furono portati a Buenos Aires, che si trovava sullo stesso luogo dell'attuale. Lo stesso Bohórquez fu portato a Lima e impiccato.
Secondo altri racconti fu il viceré De la Cueva ad essere ingannato da Bohórquez, il quale gli fece credere di aver scoperto la "favolosa regione di Enin, e di aver visitato i suoi palazzi d'oro ed i preziosi tesori". Il viceré si illuse assegnandogli 36 soldati, coi quali Bohórquez scomparve.

## Rimozione dall'incarico
Un contrasto con i potenti mercanti della colonia portò alla rimozione dall'incarico per Cueva Enríquez. Il 7 luglio 1678 l'arcivescovo Melchor Liñán y Cisneros ne prese il posto. Morì nel 1686.

## Ascendenza
|                                                                   |                                                         |                                                                  | Genitori                                                   |  |  | Nonni |  |  | Bisnonni                   |  |  | Trisnonni                                                          |  |
|                                                                   |                                                         |                                                                  |                                                            |  |  |       |  |  | Diego de la Cueva y Toledo |  |  | Francisco Fernández de la Cueva y Mendoza, II duca di Alburquerque |  |
|                                                                   |                                                         |                                                                  |                                                            |  |  |       |  |  | Diego de la Cueva y Toledo |  |  | Francisco Fernández de la Cueva y Mendoza, II duca di Alburquerque |  |
|                                                                   |                                                         | Francesca Alvarez de Toledo                                      |                                                            |  |  |       |  |  | Diego de la Cueva y Toledo |  |  |                                                                    |  |
| Beltrán III de la Cueva y Cardenas, VI duca di Alburquerque       |                                                         |                                                                  |                                                            |  |  |       |  |  | Diego de la Cueva y Toledo |  |  |                                                                    |  |
|                                                                   |                                                         | Maria de Castilla y Cardenas                                     | Juan de Castilla                                           |  |  |       |  |  |                            |  |  |                                                                    |  |
|                                                                   |                                                         | Maria de Castilla y Cardenas                                     | Juan de Castilla                                           |  |  |       |  |  |                            |  |  |                                                                    |  |
|                                                                   |                                                         | Maria de Castilla y Cardenas                                     | Maria de Cardenas                                          |  |  |       |  |  |                            |  |  |                                                                    |  |
| Francisco Fernández de la Cueva y Cueva, VII duca di Alburquerque |                                                         | Maria de Castilla y Cardenas                                     |                                                            |  |  |       |  |  |                            |  |  |                                                                    |  |
|                                                                   |                                                         | Francesco Fernández de la Cueva y Téllez, IV duca di Albuquerque | Beltrán II de la Cueva y Alvarez, III duca di Alburquerque |  |  |       |  |  |                            |  |  |                                                                    |  |
|                                                                   |                                                         | Francesco Fernández de la Cueva y Téllez, IV duca di Albuquerque | Beltrán II de la Cueva y Alvarez, III duca di Alburquerque |  |  |       |  |  |                            |  |  |                                                                    |  |
|                                                                   |                                                         | Francesco Fernández de la Cueva y Téllez, IV duca di Albuquerque | Isabella Téllez-Girón                                      |  |  |       |  |  |                            |  |  |                                                                    |  |
| Isabel de la Cueva y Fernández de Córdoba                         |                                                         | Francesco Fernández de la Cueva y Téllez, IV duca di Albuquerque |                                                            |  |  |       |  |  |                            |  |  |                                                                    |  |
|                                                                   |                                                         | Maria Fernández de Córdoba y Fernández de Córdoba                | Luis Fernández de Córdoba, II marchese di Comares          |  |  |       |  |  |                            |  |  |                                                                    |  |
|                                                                   |                                                         | Maria Fernández de Córdoba y Fernández de Córdoba                | Luis Fernández de Córdoba, II marchese di Comares          |  |  |       |  |  |                            |  |  |                                                                    |  |
|                                                                   |                                                         | Maria Fernández de Córdoba y Fernández de Córdoba                | Francesca Fernández de Córdoba                             |  |  |       |  |  |                            |  |  |                                                                    |  |
| Baltasar Fernández de la Cueva y Enríquez de Cabrera              |                                                         | Maria Fernández de Córdoba y Fernández de Córdoba                |                                                            |  |  |       |  |  |                            |  |  |                                                                    |  |
|                                                                   | Luis Enríquez de Cabrera, III duca di Medina de Rioseco | Luis Enríquez y Téllez-Girón, II duca di Medina de Rioseco       |                                                            |  |  |       |  |  |                            |  |  |                                                                    |  |
|                                                                   | Luis Enríquez de Cabrera, III duca di Medina de Rioseco | Luis Enríquez y Téllez-Girón, II duca di Medina de Rioseco       |                                                            |  |  |       |  |  |                            |  |  |                                                                    |  |
|                                                                   | Luis Enríquez de Cabrera, III duca di Medina de Rioseco | Ana de Cabrera y Moncada, V contessa di Módica                   |                                                            |  |  |       |  |  |                            |  |  |                                                                    |  |
| Luis Enríquez de Cabrera y Mendoza, IV duca di Medina de Rioseco  | Luis Enríquez de Cabrera, III duca di Medina de Rioseco |                                                                  |                                                            |  |  |       |  |  |                            |  |  |                                                                    |  |
|                                                                   |                                                         | Ana de Mendoza y Mendoza                                         | Diego Hurtado de Mendoza, XI conte di Saldana              |  |  |       |  |  |                            |  |  |                                                                    |  |
|                                                                   |                                                         | Ana de Mendoza y Mendoza                                         | Diego Hurtado de Mendoza, XI conte di Saldana              |  |  |       |  |  |                            |  |  |                                                                    |  |
|                                                                   |                                                         | Ana de Mendoza y Mendoza                                         | Maria Hurtado de Mendoza, VIII marchesa di Zenette         |  |  |       |  |  |                            |  |  |                                                                    |  |
| Ana Enríquez de Cabrera y Colonna                                 |                                                         | Ana de Mendoza y Mendoza                                         |                                                            |  |  |       |  |  |                            |  |  |                                                                    |  |
|                                                                   |                                                         | Marcantonio II Colonna, principe di Paliano                      | Ascanio I Colonna, duca di Paliano                         |  |  |       |  |  |                            |  |  |                                                                    |  |
|                                                                   |                                                         | Marcantonio II Colonna, principe di Paliano                      | Ascanio I Colonna, duca di Paliano                         |  |  |       |  |  |                            |  |  |                                                                    |  |
|                                                                   |                                                         | Marcantonio II Colonna, principe di Paliano                      | Giovanna d'Aragona                                         |  |  |       |  |  |                            |  |  |                                                                    |  |
| Vittoria Colonna                                                  |                                                         | Marcantonio II Colonna, principe di Paliano                      |                                                            |  |  |       |  |  |                            |  |  |                                                                    |  |
|                                                                   |                                                         | Felicia Orsini                                                   | Girolamo Orsini                                            |  |  |       |  |  |                            |  |  |                                                                    |  |
|                                                                   |                                                         | Felicia Orsini                                                   | Girolamo Orsini                                            |  |  |       |  |  |                            |  |  |                                                                    |  |
|                                                                   |                                                         | Felicia Orsini                                                   | Francesca Sforza                                           |  |  |       |  |  |                            |  |  |                                                                    |  |
|                                                                   |                                                         | Felicia Orsini                                                   |                                                            |  |  |       |  |  |                            |  |  |                                                                    |  |